# Chiesa del Santissimo Redentore (Napoli)
La chiesa del Santissimo Redentore (detta anche cappella D'Ayala) è un luogo di culto di interesse storico-artistico di Napoli; è sita in corso Vittorio Emanuele, nel quartiere Chiaia. 

## Storia

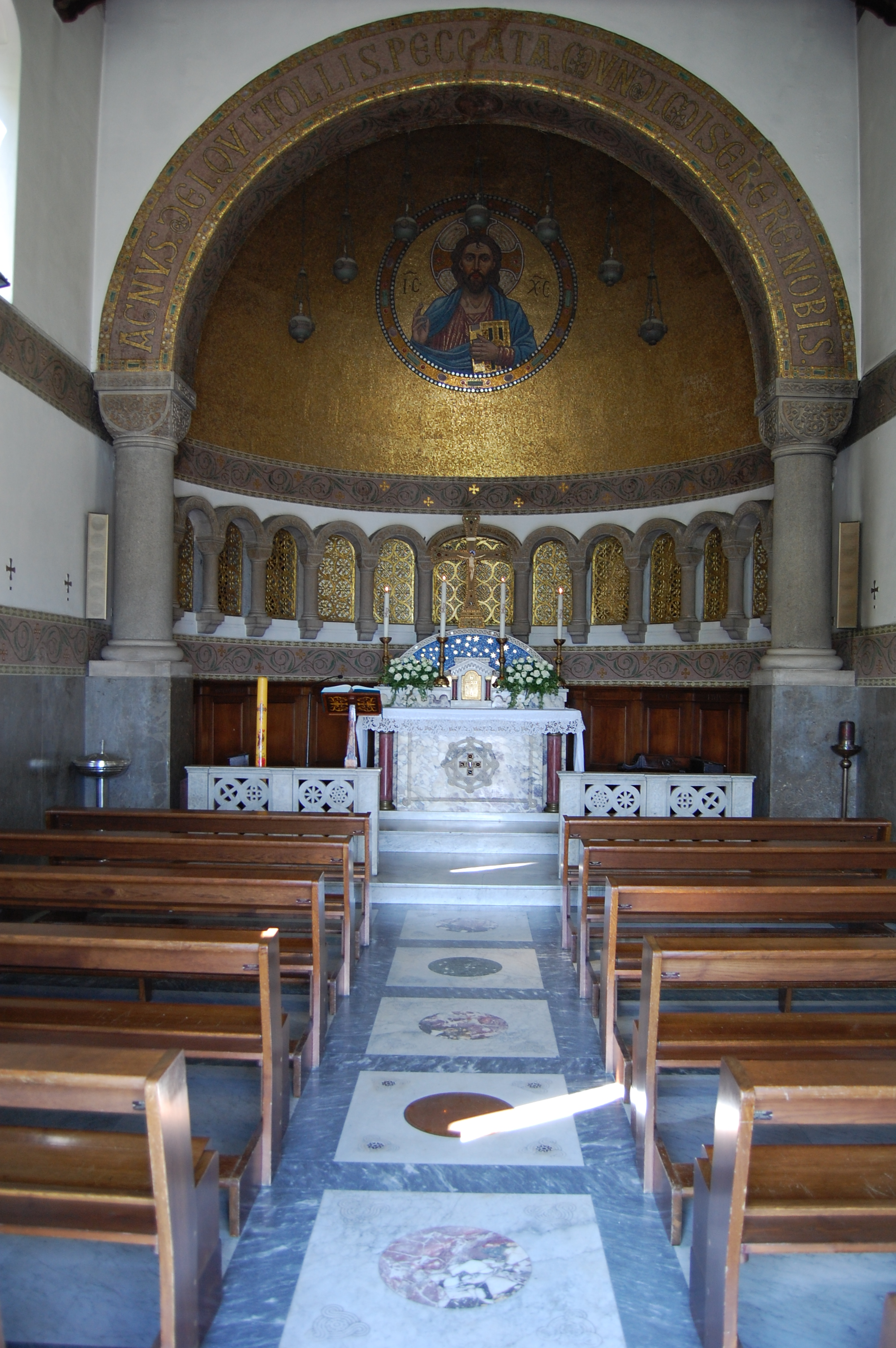
Scorcio dell'interno

La chiesa fu voluta da Francesco D'Ayala Valva, il quale abitava nell'adiacente palazzo D'Ayala e riscontrava l'assenza di edifici di culto in quel tratto di corso. 
Pertanto affidò il progetto per una chiesa ad Antonino Maresca di Serracapriola, il quale la concepì in uno stile eclettico fortemente influenzato dall'architettura paleocristiana. 
I lavori cominciarono nel 1904 e si conclusero solo nel 1912. In seguito divenne parrocchia.

## Descrizione
È formata da una navata rettangolare illuminata mediante sei finestroni.
La facciata si svolge su due ordini: il primo è caratterizzato da una porta d'ingresso sormontata da una lunetta dove è inserito un agnello sacrificale, il classico elemento paleocristiano. Inoltre, l'ingresso è abbellito anche da decorazioni. 
Al centro del secondo ordine si sviluppa una loggetta vetrata, formata da arcate a tutto sesto, al di sopra della quale è collocata una lapide in pietra intagliata. Sotto il cornicione di copertura, alla sommità dell'edificio, si sviluppa una teoria di archetti pensili.
L'interno è decorato da due edicole, una a destra e l'altra a sinistra, e da uno splendido mosaico dorato raffigurante il redentore benedicente sul fondo della navata. L'abside è abbellita da una serie di sedili lignei. Annesso alla chiesa troviamo anche l'appartamento del parroco e un salone dove si svolgono le attività parrocchiali.
La chiesa è facilmente raggiungibile mediante gli autobus di linea ed è sita non molto distante dalla stazione del corso Vittorio Emanuele della funicolare di Chiaia.